# Sleazy RoXxX
Sleazy RoXxX je česká hudební skupina založená v roce 2010 v severočeském městě Liberec. V roce 2013 kapela vydala debutové album Dangerous Obsession, vydané následující rok vydavatelstvím City of Lights Records. V roce 2014 se kapela přesunula do Prahy.
Skupina nahrála v roce 2016 album Topless Suicide, které vyšlo pod stejným vydavatelstvím.
Kapela má na svém kontě mnoho vystoupení v zahraničí. Účastnila se finále na mezinárodním festivalu Carpathia v polském městě Řešov a německého klubového turné The Sleazy R-Evolution.

## Diskografie
- 2012 - EP Spread to Pink
- 2013 - Dangerous Obsession
- 2016 - Topless Suicide
- 2022 - Trinity Junction